# Dodge WC54
Dodge WC54 3/4 т (G502) легка вантажівка компанії Dodge періоду Другої світової війни. Позначення WC від англ. Weapons Carrier — «носій зброї». Була головною військовою санітарною машиною Медичного корпусу армії США у ході війни та на початку війни у Кореї, радіо-фургоном Корпусу зв'язку армії США. Використовувався у різних арміях до 1960-х років.

## Історія
Dodge WC54 був розроблений для заміни старих 1/2 т вантажівок, зокрема медичного авто (амбулаторії) на базі повнопривідного Dodge WC-27 (згідно переліку військових машин G505). Для нового авто використали шасі 3/4 т «Beep» Dodge з більшою колісною базою, більш м'якою підвіскою після регулювання. Корпус з металевих листів вміщав водія, медика і 5-7 пацієнтів. На підвісних ношах перевозили 4 лежачих пацієнтів. Для комфорту пацієнтів у кабіні встановили великий радіатор опалення. Задня частина авто забезпечувала легкий доступ до ношів, пацієнтів.
Впродовж 1942—1945 років майже без внесення змін виготовили 255.173 авто, з яких 22.857 амбулаторій. На шасі Dodge WC54 збудували Dodge WC64 із зміненим корпусом, що дозволяв перевозити більше машин (виготовили 3500 машин у 1945 до кінця війни).

### Застосування
Dodge WC54 використовувались у арміях США, Королівському армійському медичному корпусі Англії, підрозділах Вільна Франція, Бразильському експедиційному корпусі, Грецькій армії, Військово-повітряних силах Греції, Збройних силах Австрії, Збройних силах Бельгії, Норвезькій армії.

## Модифікації та варіанти
- Mowag T1 4x4 — швейцарська вантажівка з використанням вузлів Dodge WC.

### Технічні дані Dodge WC54

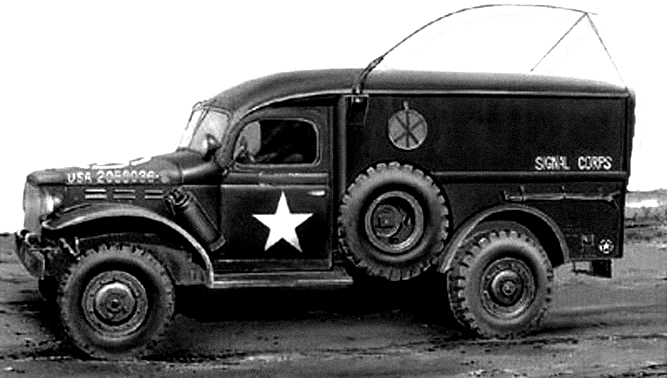
Dodge WC54. Радіо-фургон

|                    |                                  |
| Розміри            | Параметри                        |
| Роки випуску:      | 1942 -1944                       |
| Колісна база :     | 2286 мм                          |
| Довжина:           | 4940 мм                          |
| Ширина             | 1981 мм                          |
| Маса порожнього:   | 2680 кг                          |
| Вантажопідйомність | 3/4 т                            |
| Мотор              | рядний, 6-циліндровий Dodge T214 |
| Потужність мотору: | 76 r/c/                          |
| Об'єм мотору       | 3769 см³                         |
| Трансмісія :       | КП 4-ступінчаста×задній хід      |
| Швидкість :        | 54 миль/год (102 км/год)         |

## Галерея

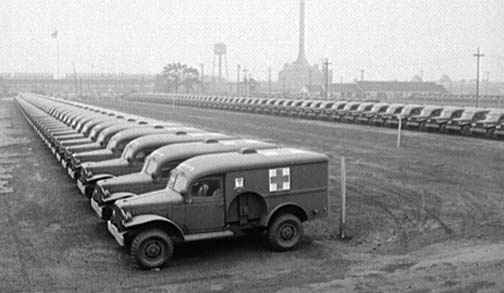
Санітарні машини
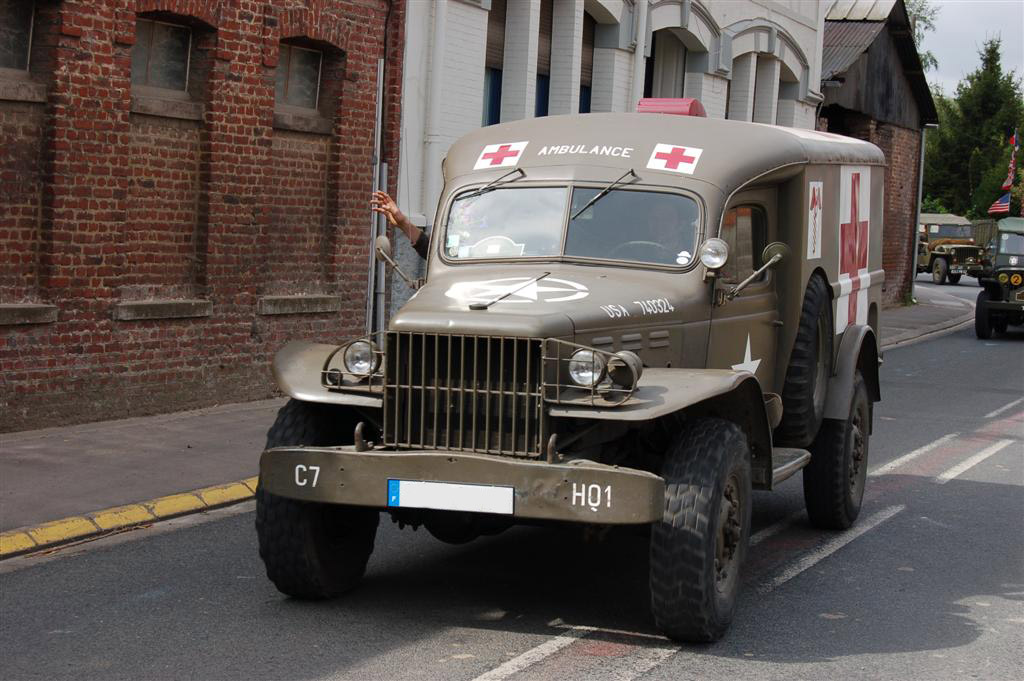
Відновлена амбулаторія
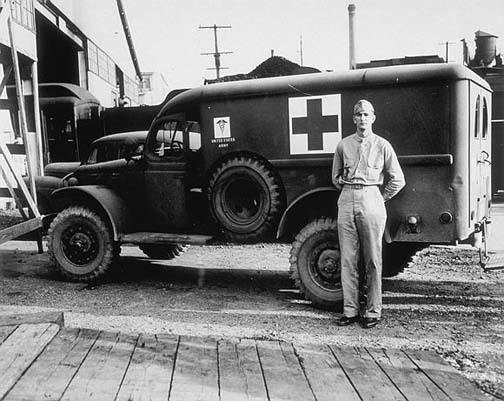
Санітарна машина Pier 5 в Тунісі
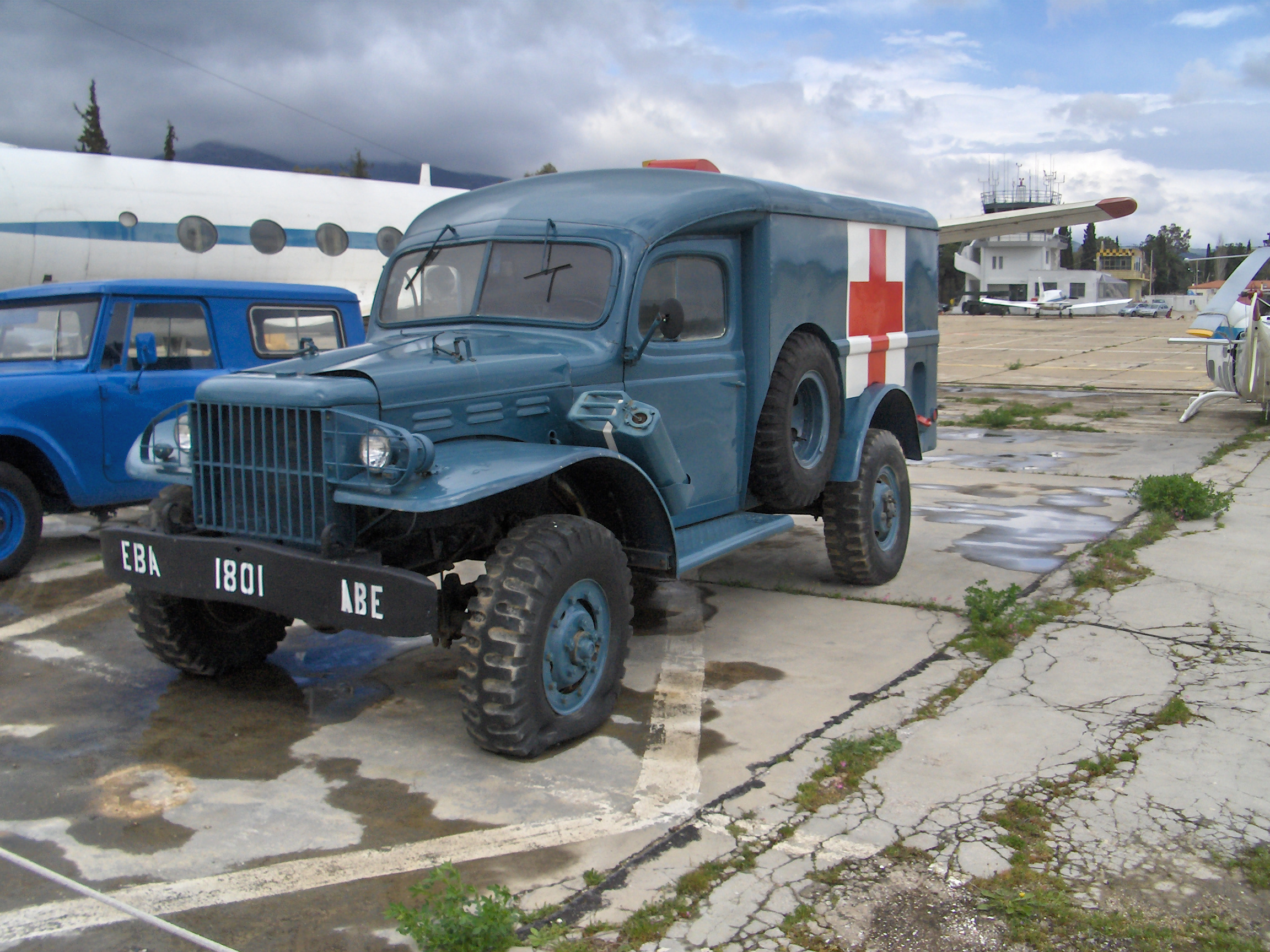
Амбулаторія грецьких ВПС
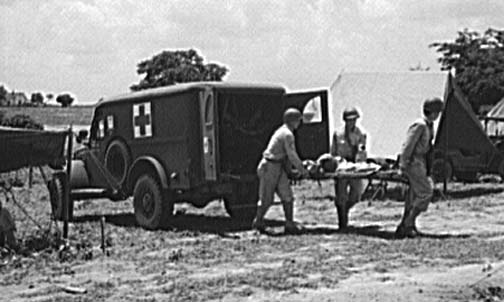
Тренування липень 1943
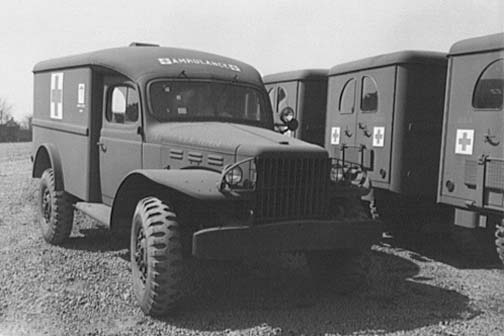
Амбулаторії WC54. Квітень 1943
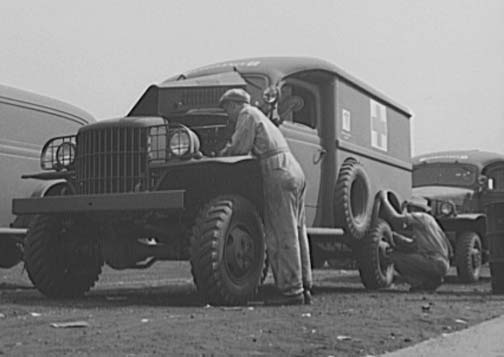
Інспекція стану авто
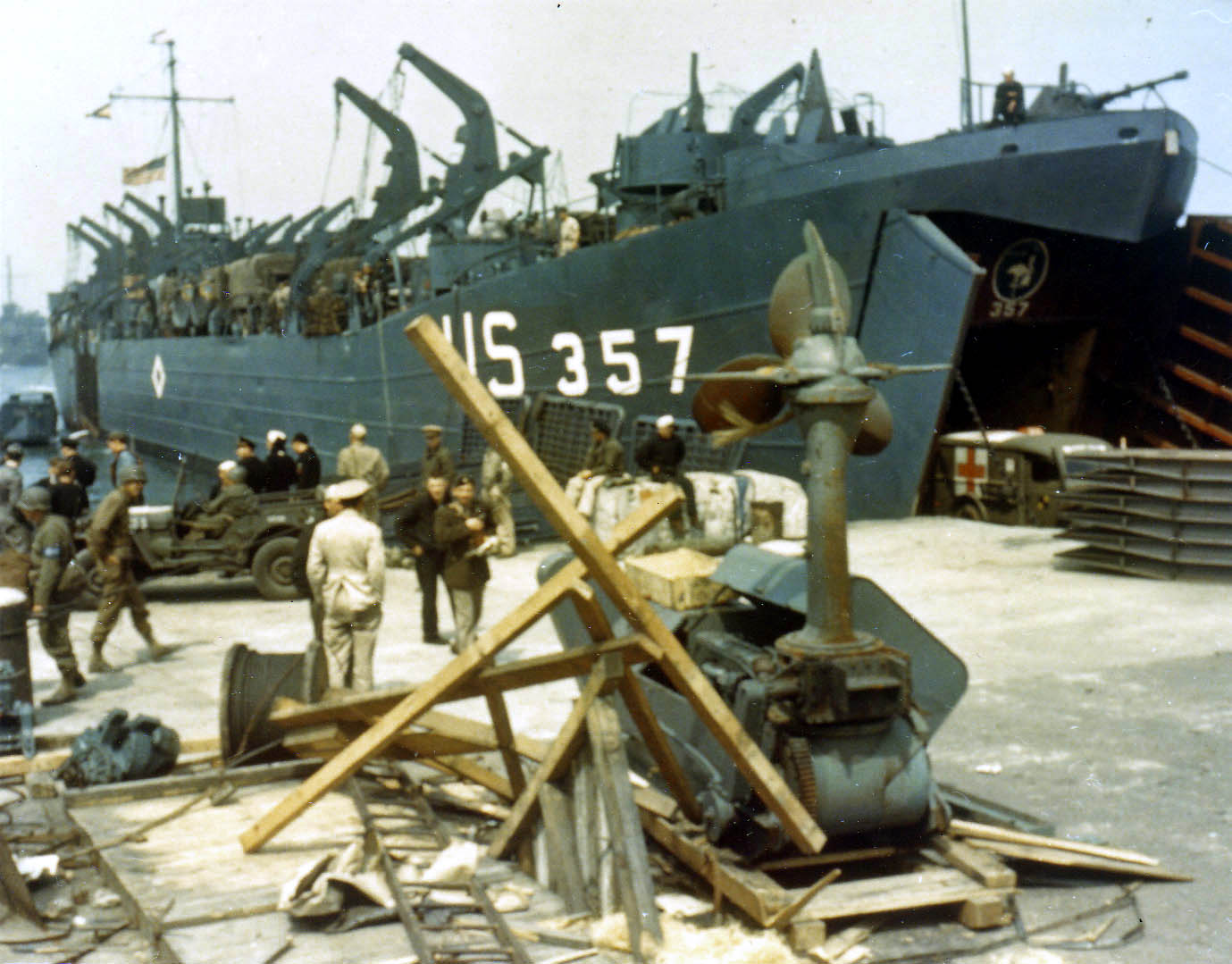
WC54 загружають на десантний корабель. Операція «Оверлорд».
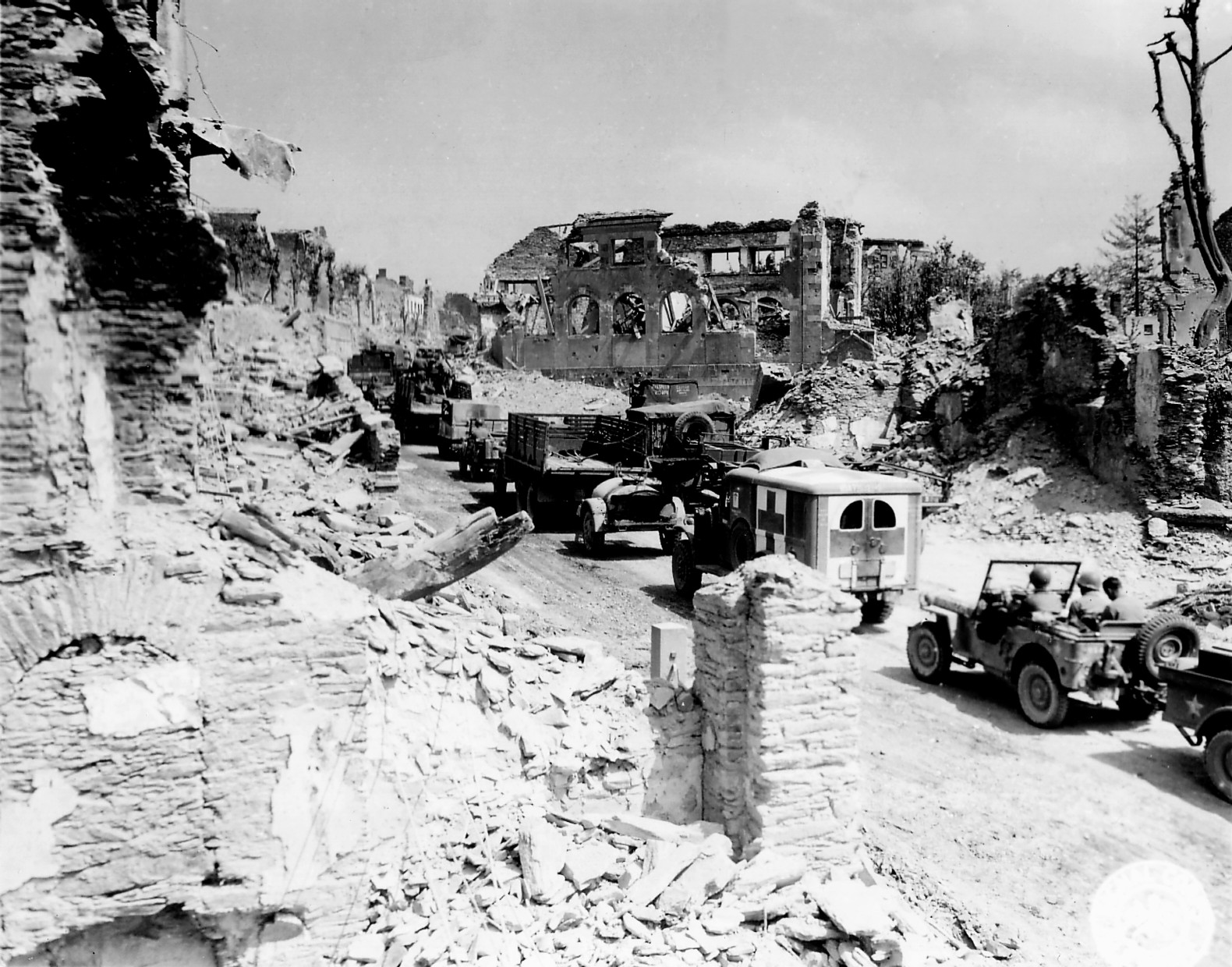
WC54 у Сен-Ло. Червень 1944
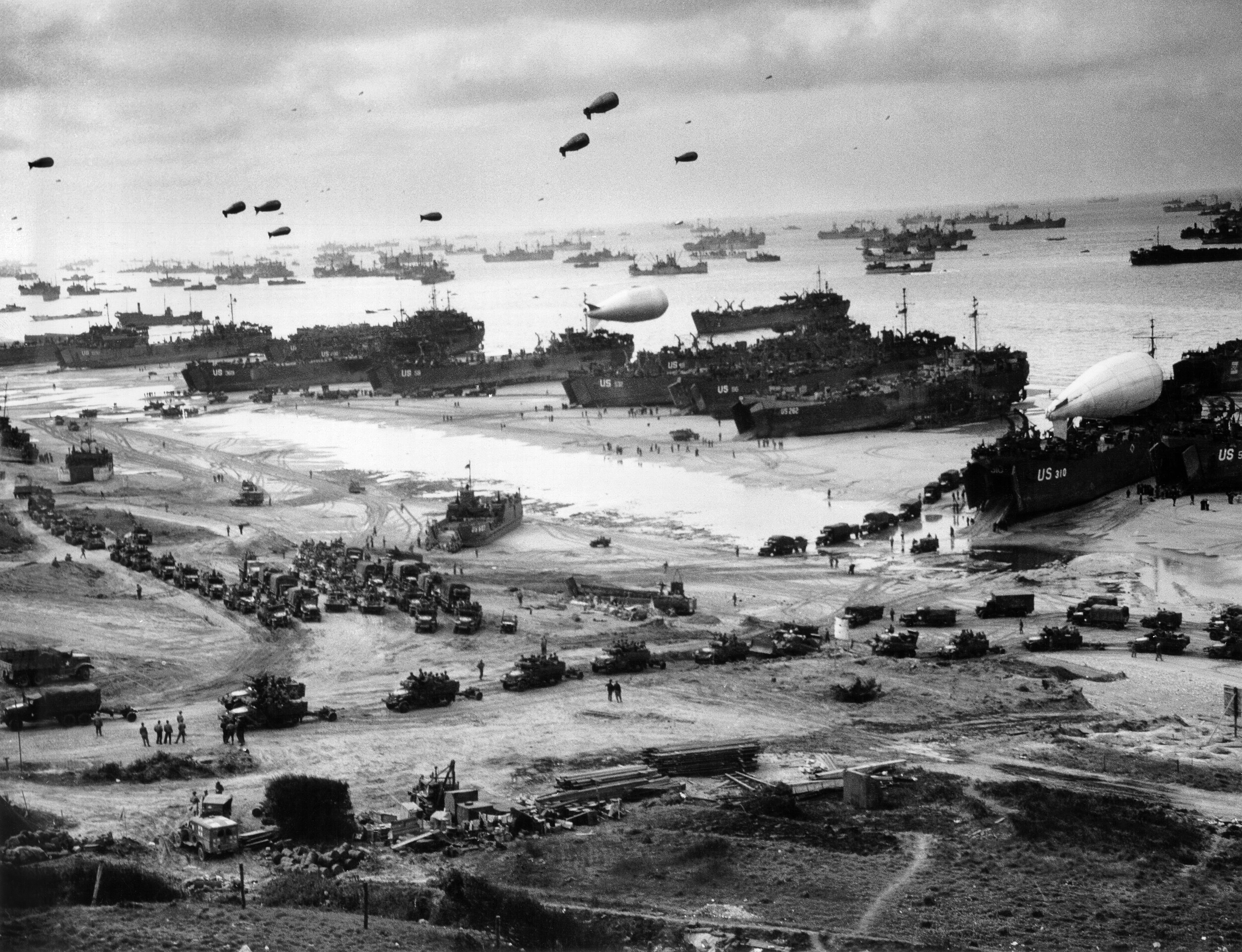
День D висадки. WC54 на передньому плані